# Jouy-le-Moutier
Jouy-le-Moutier è un comune francese di 16 871 abitanti situato nel dipartimento della Val-d'Oise, nella regione dell'Île-de-France.

## Società

### Evoluzione demografica
Abitanti censiti